# Williamsville (New York)
Pour les articles homonymes, voir Williamsville.
Williamsville est un village du comté d’Érié, dans l'État de New York aux États-Unis.
La population est de 5 573 habitants lors du recensement de 2000.
Williamsville est situé dans la banlieue nord de la cité (city) de Buffalo, à proximité d'Amherst et des chutes du Niagara.

## Personnalités
- Sameera Fazili, avocate américaine, est née à Williamsville.